# Silvia Manrique
Silvia Manrique Pérez (* 16. März 1973 in Llodio, Álava) ist eine ehemalige spanische Hockeyspielerin. Sie gewann 1992 mit der Spanischen Nationalmannschaft die olympische Goldmedaille.

## Sportliche Karriere
In der Vorrunde der Olympischen Spiele 1992 in Barcelona siegten die Spanierinnen zweimal und spielten gegen die Deutschen unentschieden. Im Halbfinale besiegten sie die Südkoreanerinnen nach Verlängerung. Im Finale gegen die Deutschen ging es ebenfalls in die Verlängerung, nachdem Carmen Barea zunächst ihre Mannschaft mit einer Strafecke in Führung gebracht hatte und Franziska Hentschel ebenfalls mit einer Strafecke ausgeglichen hatte. In der 83. Minute erzielte Elisabeth Maragall den Siegtreffer zum 2:1. Es war das einzige Tor im Finale aus einer Spielsituation heraus.
Zwei Jahre später belegte die spanische Mannschaft den achten Platz bei der Weltmeisterschaft 1994 in Dublin. 1995 bei der Europameisterschaft in Amstelveen erreichten die Spanierinnen das Finale und unterlagen erst nach Siebenmeterschießen der niederländischen Mannschaft. Bei den Olympischen Spielen 1996 in Atlanta belegten die Spanierinnen den achten Platz.
2003 gehörte Manrique auch zum spanischen Kader bei der Europameisterschaft in Barcelona. Die Spanierinnen belegten in der Vorrunde den zweiten Platz hinter den Niederländerinnen. Im Finale trafen die beiden Mannschaften wieder aufeinander, die Niederländerinnen gewannen mit 5:0.
Silvia Manrique spielte für den Club de Campo Villa de Madrid, den spanischen Meister von 1995.